# Forces armées françaises employées en France
Les forces armées françaises sont employées en France pour des missions de surveillance et de protection du territoire.
Sur environ 30 000 militaires français engagés, 6 000 le sont en métropole et 7 300 le sont en outre-mer (forces de souveraineté).

## Cadre juridique de la participation militaire à la défense et à la sécurité civiles
Les pouvoirs de police peuvent être transférés à l’autorité militaire quand l’état de siège est déclaré. En dehors de cet état d’exception, seule la Gendarmerie nationale peut agir sur le territoire national. De plus, les forces armées peuvent agir si elles ont une réquisition légale,, dans ce cas c’est le préfet de zone de défense et de sécurité qui demande et l’officier général de zone de défense et de sécurité qui est responsable de l’exécution.

## Postures permanentes de milieu
La Marine nationale surveille le littoral et les approches. En métropole en 2016, cette fonction nécessite de déployer au quotidien plus de 1400 marins.
L’Armée de l'air et de l'espace assure la défense du territoire contre toute menace aérienne. Cette mission repose sur un dispositif mobilisant en 2016 plus de 900 personnes quotidiennement et composé d’un centre de contrôle national des opérations aériennes implanté à Lyon, d’un réseau maillé de 78 radars civils et militaires, reliés aux centres de détection et de contrôle pour assurer la surveillance du ciel et des zones interdites de survol, enfin d’avions et d’hélicoptères armés capables d’intervenir en tout point de notre espace aérien en moins de 15 minutes. 

## Forces de souveraineté Outre-mer

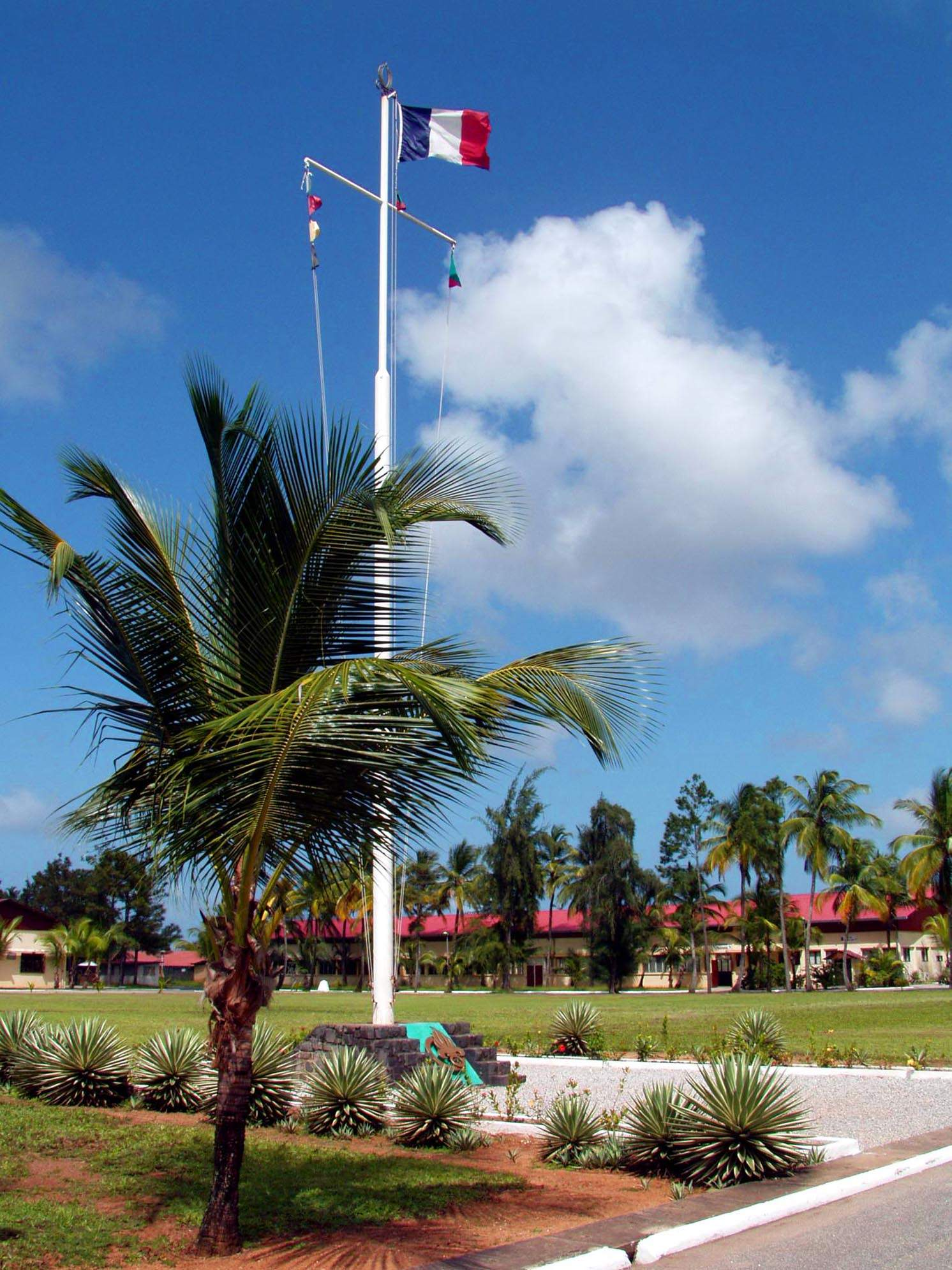
3e régiment étranger d'infanterie en Guyane.

- Forces armées aux Antilles (1 100 militaires des trois armées[7])
- Forces armées en Nouvelle-Calédonie (1 450 militaires[8])
- Forces armées en Guyane (2 100 militaires des trois armées et plus de 200 civils de la Défense[9])
- Forces armées de la zone sud de l'océan Indien (1 600 militaires et plus de 300 civils de la Défense[10])
- Forces armées en Polynésie française (950 militaires des trois armées[11])

Entre 2008 (date de la révision générale des politiques publiques et du Livre blanc sur la défense et la sécurité nationale) et 2021, les effectifs sont passés de 10 590 à 8 473, soit une baisse de 20 %.

## Opérations
- Vigipirate,

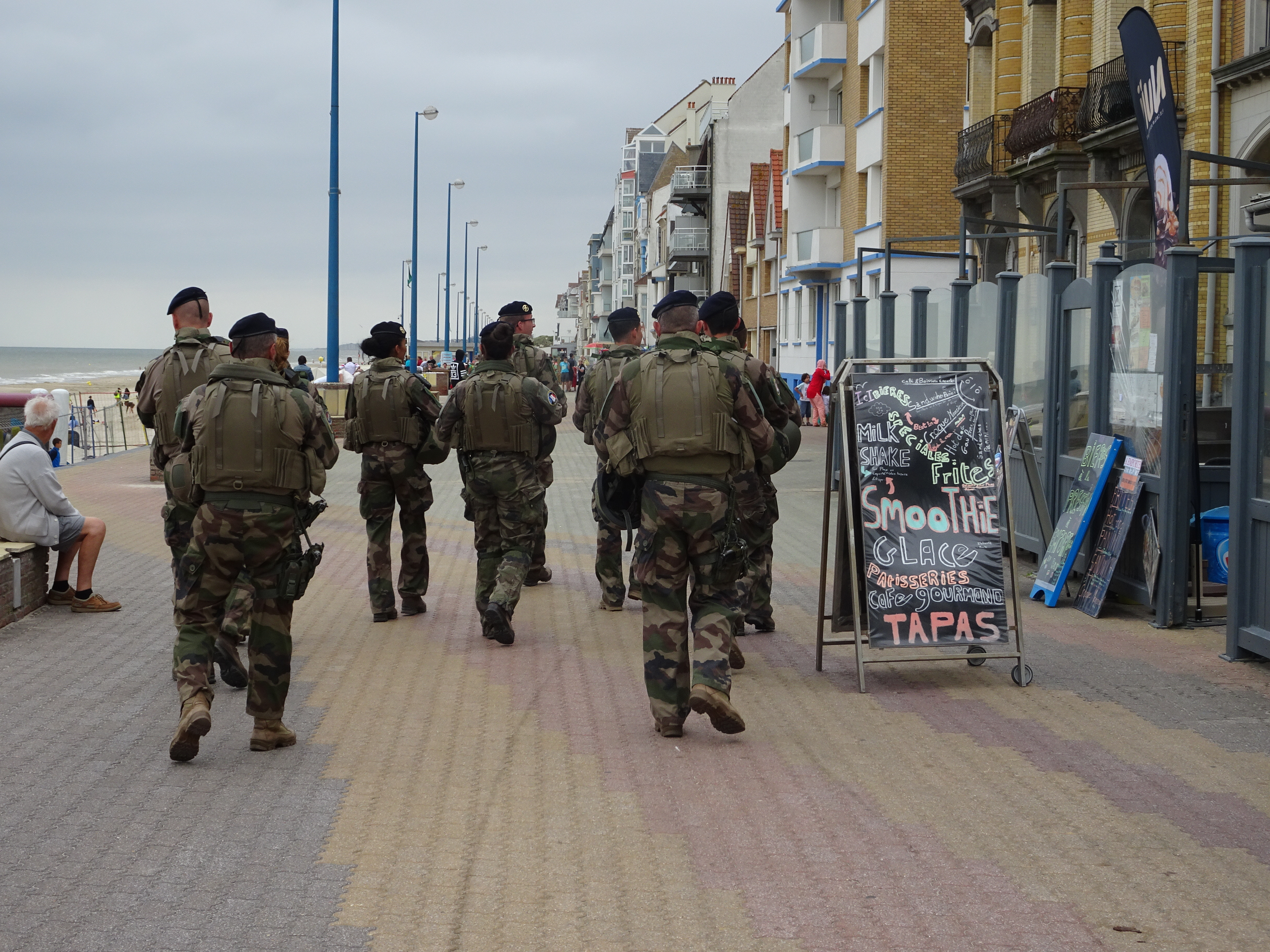
Plan Vigipirate

- Héphaïstos : lutte conte les feux de forêts,
- Sentinelle : depuis 2015,
- Résilience : en 2020.

Sécurisation d’évènements (commémorations à l'occasion du 70e anniversaire du débarquement de Normandie en 2014, conférence de Paris de 2015 sur les changements climatiques, championnat d'Europe de football 2016…)
Opérations en Guyane :
- Titan : protection du Centre spatial guyanais,
- Harpie : lutte contre l’orpaillage clandestin,
- Polpêche : lutte contre le pillage des ressources halieutiques.

## Sécurité civile
Le Commandement des formations militaires de la sécurité civile appartient à l'armée de terre, mis pour emploi à la disposition de la direction de la défense et de la sécurité civiles du ministère de l'intérieur. Il a autorité sur les unités d'instruction et d'intervention de la sécurité civile. Les formations militaires de la sécurité civile sont fortes de 1 402 sapeurs-sauveteurs.
La Brigade de sapeurs-pompiers de Paris est une unité de l’Armée de terre, placée pour emploi sous l’autorité du préfet de police.
Le Bataillon de marins-pompiers de Marseille est une unité de la Marine nationale, placée pour emploi sous l’autorité du maire de Marseille.